# Ziua de Vest
Ziua de Vest este un ziar regional de Banat publicat la Timișoara.